# Sorbato de sodio
Sorbato de sodio o E-201 es un conservante que se puede obtener de forma natural o artificial, usado como conservante industrial. Se utiliza en panadería, pastelería y refrescos.
Este conservante puede ser metabolizado perfectamente por el organismo humano, por lo que es usado para conservar alimentos como la leche fermentada, ajos y el yogur.